# Pływanie na Letnich Igrzyskach Olimpijskich 1928
Pływanie na Letnich Igrzyskach Olimpijskich 1928 w Amsterdamie rozgrywane było w dniach od 4 do 11 sierpnia 1928 r. Zawody odbyły się na pływalni Olympic Sports Park Swim Stadium. Przeprowadzono 11 konkurencji, w tym 5 kobiecych. Najwięcej medali wywalczyła Brytyjka Joyce Cooper, jednak nie było wśród nich złota. Po dwa złote medale zdobyło kilkoro zawodników, w tym najlepszy pływak poprzednich igrzysk Johnny Weissmuller.

## Wyniki

### Mężczyźni
| Konkurencja:                          | Złoto: | Czas    | Srebro:                                                                               | Czas    | Brąz:                                                                 | Czas    |
| 100 m stylem dowolnym (szczegóły)     | Johnny Weissmuller                                                                                               | 58,6    | István Bárány                                                                         | 59,8    | Katsuo Takaishi                                                       | 1:00,0  |
| 400 m stylem dowolnym (szczegóły)     | Alberto Zorrilla                                                                                                 | 5:01,6  | Boy Charlton                                                                          | 5:03,6  | Arne Borg                                                             | 5:04,6  |
| 1500 m stylem dowolnym (szczegóły)    | Arne Borg | 19:51,8 | Boy Charlton                                                                          | 20:02,6 | Buster Crabbe                                                         | 20:28,8 |
| 100 m stylem grzbietowym (szczegóły)  | George Kojac | 1:08,2  | Walter Laufer                                                                         | 1:10,0  | Paul Wyatt                                                            | 1:12,0  |
| 200 m stylem klasycznym (szczegóły)   | Yoshiyuki Tsuruta                                                                                                | 2:48,8  | Erich Rademacher                                                                      | 2:50,6  | Teófilo Yldefonso                                                     | 2:56,4  |
| 4 × 200 m stylem dowolnym (szczegóły) | Stany Zjednoczone · Austin Clapp · Walter Laufer · George Kojac · Johnny Weissmuller · Paul Samson · David Young | 9:36,2  | Japonia · Hiroshi Yoneyama · Nobuo Arai · Tokuhei Sada · Katsuo Takaishi · Kazuo Noda | 9:41,4  | Kanada · Munroe Bourne · James Thompson · Garnet Ault · Walter Spence | 9:47,8  |

### Kobiety
| Konkurencja:                          | Złoto: | Czas   | Srebro:                                                                    | Czas   | Brąz:                                                                                      | Czas   |
| 100 m stylem dowolnym (szczegóły)     | Albina Osipowich | 1:11,0 | Eleanor Garatti                                                            | 1:11,4 | Joyce Cooper                                                                               | 1:13,6 |
| 400 m stylem dowolnym (szczegóły)     | Martha Norelius | 5:42,8 | Marie Braun                                                                | 5:57,8 | Josephine McKim                                                                            | 6:00,2 |
| 100 m stylem grzbietowym (szczegóły)  | Marie Braun | 1:22,0 | Ellen King                                                                 | 1:22,2 | Joyce Cooper                                                                               | 1:22,8 |
| 200 m stylem klasycznym (szczegóły)   | Hilde Schrader | 3:15,6 | Mietje Baron                                                               | 3:15,2 | Charlotte Mühe                                                                             | 3:17,6 |
| 4 × 100 m stylem dowolnym (szczegóły) | Stany Zjednoczone · Adelaide Lambert · Albina Osipowich · Eleanor Garatti · Martha Norelius · Josephine McKim · Susan Laird | 4:47,6 | Wielka Brytania · Joyce Cooper · Cissie Stewart · Iris Tanner · Ellen King | 5:02,8 | Południowa Afryka · Kathleen Russell · Rhoda Rennie · Marie Bedford · Freddie van der Goes | 5:13,4 |

## Kraje uczestniczące
W zawodach wzięło udział 182 pływaków z 28 krajów:
| - Argentyna - Australia - Austria - Belgia - Chile - Czechosłowacja - Dania - Filipiny - Finlandia - Francja | - Hiszpania - Holandia - Irlandia - Japonia - Kanada - Luksemburg - Niemcy - Norwegia - Nowa Zelandia - Panama | - Polska (2) - Stany Zjednoczone - Szwajcaria - Szwecja - Węgry - Wielka Brytania - Włochy - Południowa Afryka |

## Klasyfikacja medalowa
| Miejsce | Państwo           | Złoto | Srebro | Brąz | Razem |
| ------- | ----------------- | ----- | ------ | ---- | ----- |
| 1.      | Stany Zjednoczone | 6     | 2      | 3    | 11    |
| 2.      | Holandia          | 1     | 2      | 0    | 3     |
| 3.      | Japonia           | 1     | 1      | 1    | 3     |
| 3.      | Niemcy            | 1     | 1      | 1    | 3     |
| 5.      | Szwecja           | 1     | 0      | 1    | 2     |
| 6.      | Argentyna         | 1     | 0      | 0    | 1     |
| 7.      | Wielka Brytania   | 0     | 2      | 2    | 4     |
| 8.      | Australia         | 0     | 2      | 0    | 2     |
| 9.      | Węgry             | 0     | 1      | 0    | 1     |
| 10.     | Filipiny          | 0     | 0      | 1    | 1     |
| 10.     | Kanada            | 0     | 0      | 1    | 1     |
| 10.     | Południowa Afryka | 0     | 0      | 1    | 1     |
| Razem   | Razem             | 11    | 11     | 11   | 33    |